# Juan Guardiola

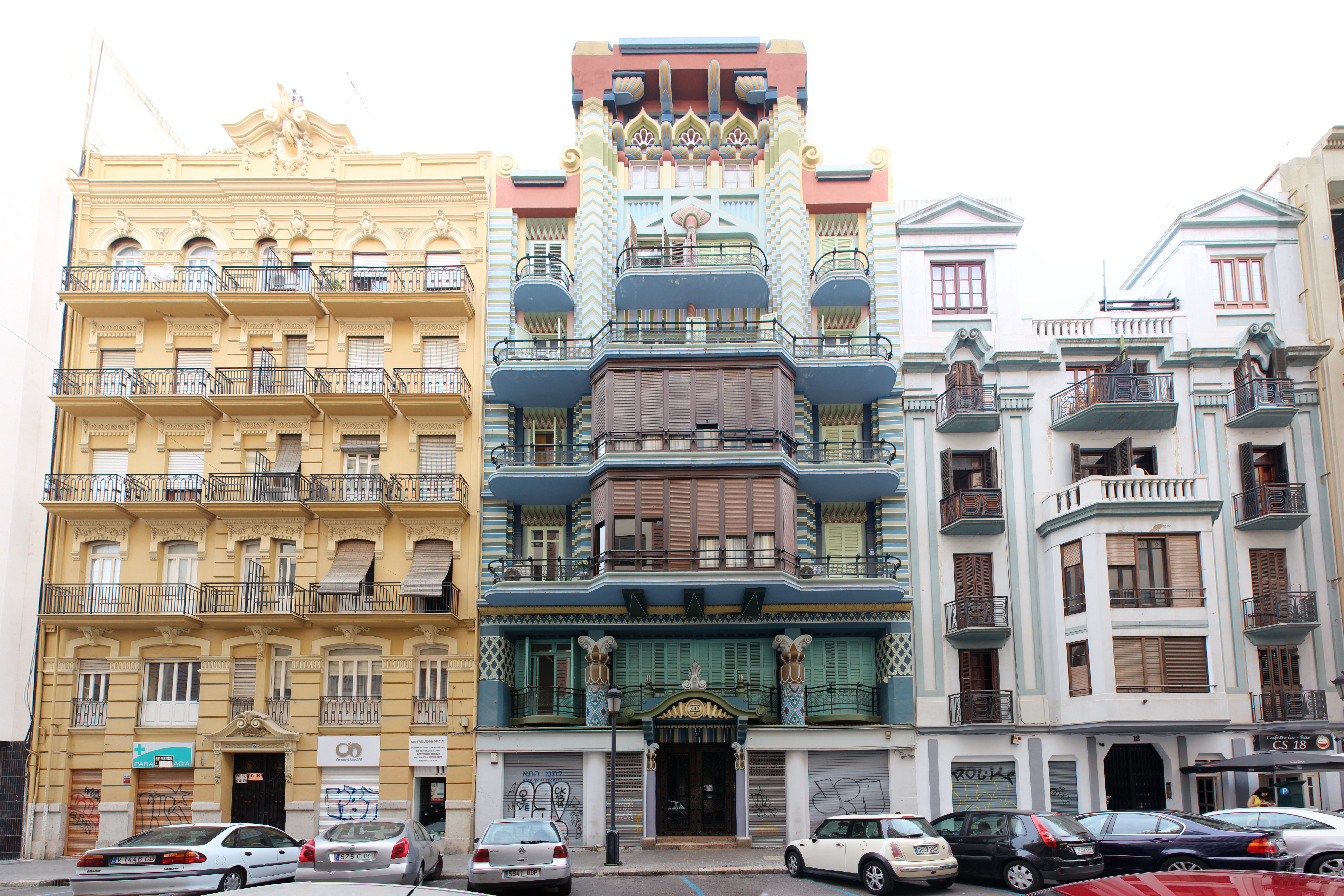
Casa Judía, en Valencia (1930).

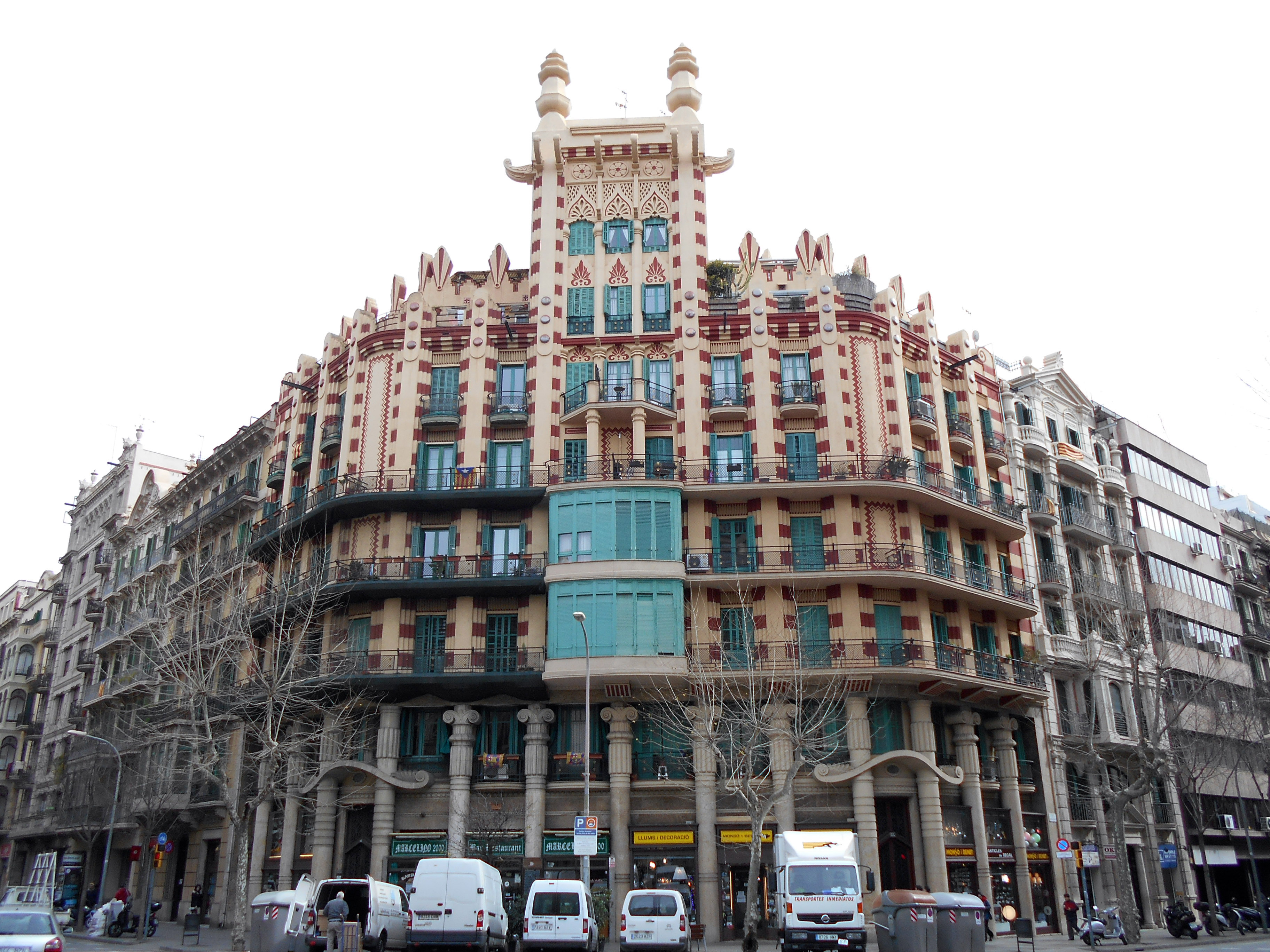
Casa Ferran Guardiola, en Barcelona (1929).

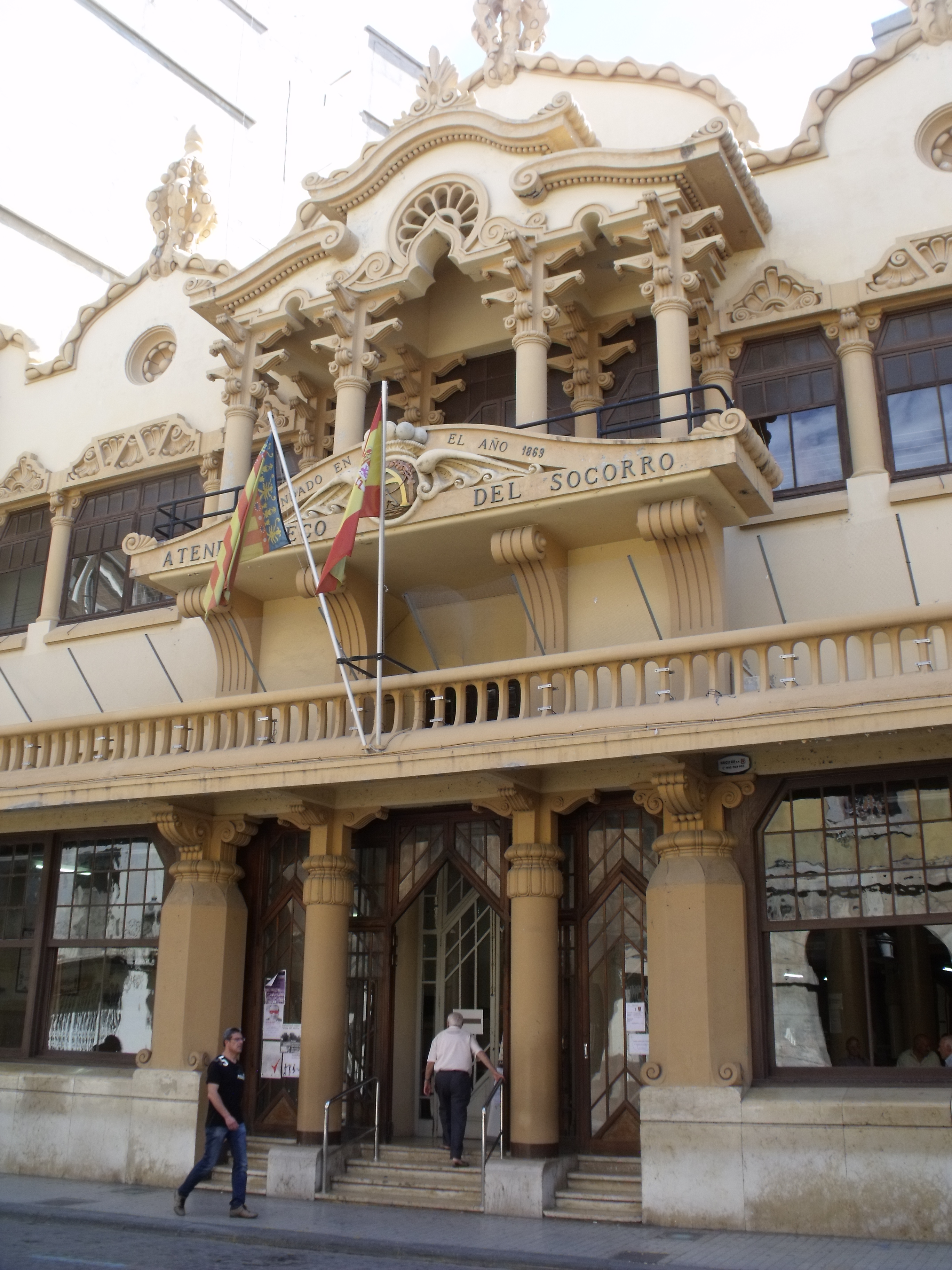
Ateneo Sueco del Socorro, en Sueca (Valencia), 1927.

Juan Francisco Guardiola Martínez, Sueca (Valencia) 1895 - Alcira (Valencia) 1962, fue un arquitecto español de estilo art déco valenciano.

## Biografía
Acabó sus estudios de arquitectura en 1922 en la Escuela Técnica Superior de Arquitectura de Barcelona. Su actividad profesional se orientó hacia la arquitectura privada y destaca por haber cultivado tendencias muy particulares dentro de la órbita del art-déco. 
En Barcelona sobresale de él la Casa Ferran Guardiola, en la esquina Muntaner, 54 - Consejo de Ciento (1929), obra que mezcla influencia Sezession y varios orientalismos insólitos. La obra la construyó para su hermano Fernando. Su obra de posguerra remite al expresionismo racionalista de Erich Mendelsohn.
En Valencia será la Casa Judía su obra más importante y ecléctica dentro del art déco valenciano. En Sueca (Valencia) se conservan dos importantes obras suyas, el Ateneo Sueco del Socorro y el Teatro Serrano.
En la comarca valenciana de la Ribera Alta todavía se conservan proyectos de Joan Guardiola como el Cine Monterrey y el Cine California. También proyectó el Cine Casablanca en Alcira, pero actualmente ya no existe.

## Obras
Alcira (Valencia)
- Lavadero de la Alquerieta, (1936).[2]

Barcelona
- Casa Ferran Guardiola o “Casa China” (1929).

Sueca (Valencia)
- Ateneo Sueco del Socorro (1926-27).[3]
- Teatro Serrano (1934-1935).

Puebla Larga (Valencia)
- Cine Monterrey  (ca. 1950).

Villanueva de Castellón (Valencia)
- Cine California  (ca. 1950).

Valencia
- 1930 Casa Judía (también conocida como neohindú); edificio para José Salom. C/ Castellón, 20.[4]
- 1940 Edificio para Miguel Pascual Almenar. C/ Jesús, 13 (Patraix).[1]
- 1941 Edificio para José Salom. C/ Cirilo Amorós, 25.[1]
- 1941 Edificio para Cristóbal López Martínez. C/ Salamanca, 8.[1]
- 1941 Edificio para Anita Porres Tarrasó. C/ Burriana, 24.[5][1]
- 1942 Edificio para Hermenegildo Paulino Mora. C/ San Vicente Mártir , 61.[1]
- 1942 Edificio para María Benaches Palmero, avenida Reino de Valencia, 52.[1]
- 1946 Proyecto de edificio para Antonio y Rafael Haro Martínez y Emilio Olmos Alcañiz en c/ Gobernador Vell, 25 y 27.[1]